# Тодор Танев (политик)
Вижте пояснителната страница за други личности с името Танев.
Тодор Александров Танев е български учен (социолог и политолог, професор в Софийския университет) и политик от Реформаторския блок (съосновател и член на Гражданския му съвет). В периода 7 ноември 2014 – 3 февруари 2016 г. е министър на образованието и науката във второто правителство на Бойко Борисов.

## Биография
Роден е в Габрово на 30 октомври 1957 г. Син е на композитора Александър Танев. Завършва Първа английска езикова гимназия (1976) и специалност „Социология“ в Софийския университет „Климент Охридски“ (1982).
Професор е по политология от 2003 г. и преподава в Софийския университет, Американския университет в България и различни университети у нас и чужбина. 
Съосновател и член на Гражданския съвет на Реформаторския блок (РБ). Участва чрез листата на РБ в 29-и МИР (Хасково) в парламентарните избори от 5 октомври 2014 г.
На 7 ноември 2014 г. е избран за министър на образованието и науката във второто правителство на Бойко Борисов. На 1 февруари 2016 г. подава оставката си от министерския пост, след като му е поискана от премиера Бойко Борисов. От 1 март 2016 до 27 януари 2017 г. е съветник в Политическия кабинет на министър-председателя.

## Научна и преподавателска работа
Тодор Танев е сред основателите на три научни области в България - социология, политология и публична администрация като организатор, преподавател и изследовател. Постъпва на работа в Софийския университет през 1983 г. 
Доктор на политологическите науки с дисертация на тема „Културната рационалност на политиката“ (2002). Професор е по политология (2003).
Освен в Софийския университет Танев преподава години наред и във Великотърновския университет "Св. св. Кирил и Методий", Нов български университет, както и в American university in Bulgaria. 
Специализира и преподава дългосрочно в чуждестранни университети  САЩ (University of Pittsburgh - 1991, University of Michigan - 1994, University of Central Florida - 1997, University of New York at Albany - 1999, Johns Hopkins University - Фулбрайтов стипендиант, 2019), Германия (University of Saarland - 1990), Италия (University of Bologna - 1996), Швеция (Umea University - 2000) и Нидерландия (University of Amsterdam - 1993).
Сред основателите е на първата в страната катедра „Политология“ (1986) и неин ръководител (1993 – 2000), основател (1997) и ръководител (до 2011 г.) на катедра „Публична администрация“ в СУ, където е и в ръководството на Философския факултет (1993-2000).
Танев е дългогодишен член и Секретар на Специализирания научен съвет по Социология, Политология и Наукознание към Висшата атестационна комисия (ВАК) (1998-2003). Член е на научната комисия по обществени науки към Президиума на ВАК (2003-2006).  Участва в ръководството (Steering Committee) на Мрежата на институции и училища по публична администрация в Централна и Източна Европа NISPAcee от 1998 до 2001 г.
Научните му интереси са в сферите на политическата култура, административната теория и стратегическото управление на обществените процеси. Автор е на 10 монографии и множество научни студии, статии и доклади. Основател и главен редактор е на научното онлайн списание „Публични политики.bg“.
Основните лекционни курсове на Тодор Танев са "Политическа култура", "Контент-анализ","Теория на управлението", "Стратегическо управление в публичната сфера", "Public Policy Analysis", "Bulgarian Politics and Government" и др. сред общо осемнадесет.
Научните му приноси в монографичните изследвания и научните доклади са: 
- Развитие на теорията на политическата култура чрез обвързването й с т.нар. начини на живот и разработването на типологии, съответстващи на българската транзитивна действителност;
- Развитие на съвременно понятие за стратегиите, адекватно за публичната сфера и адаптиране на теорията за стратегиите като практика (SAP) за публичната сфера;
- Оригинален сравнителен анализ на типични случаи на успешни държавни стратегии с извличане на определящи фактори, обуславящи успеха на стратегиите по отношение на тяхната стабилност във времето и систематичния им принос към устойчивото развитие;
- Създаване на методология за стратегическо планиране за българското училищно образование;
- Първият системен научен анализ на професионалното образование и обучение (ПОО) в България с цел еманциацията му като отделен ресор и съответно радикално реструктуриране на неговото управление.

## Издадени книги
- Принципи на контентанализа на документи като изследователска техника (1990)
- Въведение в публичната администрация в сравнителен европейски контекст (2000)
- Политическата култура (2001)
- Политическите стратегии (2003)
- Анализ на публичните политики: науката за създаване на конкретни политики (2008)
- Стратегическо управление на публичната сфера (2008)
- Държавничеството (2013)
- Как мислят стратезите (2016)
- Манифест за професионалното образование и обучение в България (2018)
- Към ново разбиране за стратегиите (2021)
- Методика за стратегическо планиране в институциите на предучилищното и училищното образование (2024)

Освен това Танев е автор на множество студии, научни статии, критични разбори, научни дклади и преводи на научна литература.

## Образователна политика
Танев води образователна политика, която цели да е преди всичко финансово отговорна, иновативна и цялостна. Мандатът му започва с внасянето от страна на ГЕРБ на радикалния Закон за предучилищното и училищното образование и задачата да се финализира успешно осигуряването на европейските фондове за наука и образование. Тези успоредни сериозни задачи са безпрецедентни в работата и отговорностите на МОН.
Бидейки представител на непартийния Граждански съвет на 5-партийния Реформаторски блок, който е партньор на ГЕРБ в Правителството на Бойко Борисов 2, Танев не получава достатъчна партийна подкрепа. Танев разчита на своя екип, който се състои от известните експерти и заместник министри Ваня Кастрева, проф. Николай Денков и проф. Костадин Костадинов. Продължава редовните срещи със Съвета на ректорите на висшите училища в Република България, ръководството на Българската академия на науките и социалните партньори, преди всичко Синдиката на българските учители. Установява работни отношения с еврокомисарите по наука Карлуш Моедаш и образование Тибор Наврачич, като осигурява гостуването им в България, подкрепа и средства за българското образование и наука към есента на 2015 г.
По време на мандата му е изготвен пакет от 4 законопроекта във всички направления на образователната реформа, включително за изменение и допълнение на законите за развитие на академичния състав, висшето образование, насърчаването на научните изследвания и професионалното образование и обучение. През февруари 2015 г. МОН финализира приемането на Оперативната програма за наука и образование за интелигентен растеж с общ бюджет от 1 милиард и 300 млн. лв., както и успешното преминаване на 2 партньорски проверки през май и октомври същата 2015 г. Пак през 2015 г. е завършена законовата и организационната основа на дуалното обучение (за усвояване на професионални умения чрез работа) и заработват негови форми по проекти с Австрия и Швейцария.
В сферата на финансирането на науката се създава нов Правилник за работата на Фонда „Научни изследвания“. По инициатива на Танев се създава специална форма за държавно финансиране на изследвания на млади учени с тюторството на утвърдени учени чрез ежегодни конкурси. Първият транш от МОН към БАН за тази цел е от 2 млн. лв. през 2015 г. Вкарва в учебните програми за 5 – 9 клас предмета „Гражданско образование“ и увеличава часовете по музика и изобразително изкуство.
Провежданата от Танев и екипа му образователна политика акцентира преди всичко върху откриване и изграждане на работещи форми за свързване на бизнеса с образованието като основа на образователната реформа. Особено внимание се обръща на развитието на професионалното образование и обучение в България. За целта първо провежда серия от разисквания със синдикати и с работодателските организации с оглед бъдеща промяна на законодателството, при което професионалното образование и обучение би преминало към пряко ръководство от съответните на дадената професия министерства, които имат по-сериозна експертиза в конкретната област от МОН. Създаден е макет на нов закон за ПОО. Танев активно утвърждава дуалното обучение и въвежда резултатите от първите проекти в това отношение с Швейцария и ЕС. Танев лансира въвеждането на т.нар. четиристепенна образователна система с вертикалната и хоризонталната проводимост на мястото на действащата двустепенна (училищно – висше образование) чрез развитие на междинна степен между средно и висше (post-secondary, non-tertiary) и степен над висшето, както и еманципиране на професионалното образование и обучение спрямо другите форми на образование и изграждането му като учене през целия живот. Инициативите му са в дуалното (двойно) професионално образование след средното („интегрални професионални колежи“), изграждането на 4-степенната образователна система, създаването в България на т.нар. „университет на третата възраст“ като стартира първата програма от този вид в Софийския университет (2016).. 
В сферата на висшето образование Танев предлага основни промени в ЗВО: (1) радикална промяна на структурата на държавните висши училища чрез премахване на факултета като основно звено и замяната му с департамента като обединение в съответното ВУ на преподавателите и изследователите по научно направление, които имат по-голяма експертиза какво да е съдържанието на учебния процес - научен консилиум, който в никоя редакция на ЗВО от 1947 г. насам не получава каквато и да е институционализация; (2) радикална модернизация на начина на избиране на ръководни органи на ВУ, които до момента са идентични с избора на политически органи на държавното управление с таен вот и замяната му със система, работила успешно в страната преди 1947 г. и близка до начина на избиране на ръководси органи в университетите в Нидерландия, Швейцария, Финландия и др. с оглед преодоляването на провинциализъм и приобщаване на българското висше образование към мрежите от европейски университети с цел развитие на изследователския тип университет у нас; (3) Промени във взаимоотношенията на ВУ с държавата и промени в управлението на висшето образование от страна на Министерството на образованието. Същевременно Танев е против превръщането на наукометрията в основен принцип при оценка на индивидуалното кариерно израстване на академични преподавателски състав, както и при акредитацията на ВУ.
Особено сполучлив се оказва новият метод за финансиране на научните изследвания на млади учени, който се възприема като политика на МОН в следващите години. Танев и неговият екип в МОН преодоляват трайно и неколкогодишната криза във Фонда "Научни изследвания".

## Награди
- Почетен знак на Софийския университет със синя лента (2007)
- Медаль „За укрепление мира, дружбы и сотрудничества“ Министерства иностранных дел Российской федерации (2015)
- Награда „Питагор“ за утвърден учен в областта на социалните и хуманитарните науки (2018)
- Фулбрайтова стипендия